# Hanne Sandstad
Hanne Sandstad (* 1970) ist eine ehemalige norwegische Orientierungsläuferin.
Sandstad kam 1990 bei den ersten Junioren-Weltmeisterschaften hinter ihrer Landsfrau Torunn Fossli, der Schwedin Marlena Jansson und der Finnin Mari Lukkarinen auf den vierten Platz auf der langen Strecke, mit der Staffel gewann sie den Titel. Ein Jahr später debütierte sie in der Tschechoslowakei bei den Weltmeisterschaften der Aktiven und gewann mit Heidi Arnesen, Ragnhild Bratberg und Ragnhild Bente Andersen die Silbermedaille. 1997 bei den Heim-Weltmeisterschaften in Grimstad gewann sie hinter der Österreicherin Lucie Böhm Silber auf der kurzen Strecke und hinter Hanne Staff aus Norwegen und der Schwedin Katarina Borg Bronze auf der Langstrecke. In der Staffel mit Torunn Fossli, Elisabeth Ingvaldsen und Hanne Staff gewann sie eine weitere Silbermedaille. 1999 wurde sie Nordische Meisterin auf der langen Distanz, bei den Weltmeisterschaften in Inverness gewann sie in der Staffel mit Birgitte Husebye, Elisabeth Ingvaldsen und Hanne Staff den Titel.
1992 gewann sie mit NTHI bei der Tiomila. 1996 und 1997 siegte sie mit der Staffel von Bækkelagets SK bei der Venla. Mit Bækkelagets SK gewann sie 1997 ein zweites Mal die Tiomila.

## Platzierungen
| Weltmeisterschaften  | Kurz | Lang | Staffel |
| -------------------- | ---- | ---- | ------- |
| 1991 Mariánské Lázně | 28.  | 24.  | 2.      |
| 1993 West Point      | 11.  | 23.  | dsq.    |
| 1995 Detmold         | 18.  | 6.   | 6.      |
| 1997 Grimstad        | 2.   | 3.   | 2.      |
| 1999 Inverness       | 6.   | 5.   | 1.      |

| Nord. Meisterschaften | Kurz | Lang | Staffel |
| --------------------- | ---- | ---- | ------- |
| 1992 Rena             | 8.   | 24.  | 2.      |
| 1993 Sipoo            | 15.  |      | 3.      |
| 1995 Skellefteå       | 27.  | 8.   | 2.      |
| 1997 Fjerritslev      | 17.  |      | 4.      |
| 1999 Malvik           | 20.  | 1.   | 2.      |

| Gesamt-Weltcup | Gesamt-Weltcup |
| -------------- | -------------- |
| 1990           | 23.            |
| 1992           | 10.            |
| 1994           | 4.             |
| 1996           | 7.             |

| Junioren-WM  | Kurz | Lang | Staffel |
| ------------ | ---- | ---- | ------- |
| 1990 Älvsbyn |      | 4.   |         |